# Play Airlines
Play è una compagnia aerea a basso costo Islandese con base all’Aeroporto Internazionale di Keflavík. Ha iniziato le sue operazioni nel secondo trimestre del 2021.

## Storia
Nel luglio 2019, due ex dirigenti di WOW air, Arnar Már Magnússon e Sveinn Ingi Steinþórsson hanno annunciato la formazione di una nuova compagnia aerea, provvisoriamente denominata WAB air ("We Are Back"). Avianta Capital, un fondo di investimento irlandese di proprietà di Aislinn Whittley-Ryan (figlia di Michael Kell Ryan, uno dei fondatori di Ryanair) deteneva una quota del 75%; la parte restante era detenuta da Neo, società fondata da Magnússon e Steinþórsson. La compagnia mirava a operare sei aerei verso 14 destinazioni in tutta Europa e negli Stati Uniti, con un obiettivo di un milione di passeggeri nel primo anno. La nuova società ha richiesto un certificato di operatore aereo (AOC) all'autorità islandese dei trasporti.
Nel novembre 2019, WAB air è stata rinominata PLAY ed è stata avviata l'assunzione del personale operativo. La compagnia aerea ha annunciato che affitterà Airbus A321 configurati con 200 posti passeggeri e inizierà i voli con due aerei verso sei destinazioni europee nell'inverno 2019-2020. Anche la livrea della compagnia aerea doveva essere rossa. Entro la fine del 2019, Play prevedeva di servire inizialmente sei destinazioni in Europa: Alicante, Tenerife, Londra, Parigi, Copenaghen e Berlino. Si prevedeva di introdurre voli verso quattro destinazioni nordamericane nella primavera del 2020. Play originariamente prevedeva di avviare le operazioni con due aerei Airbus A321 configurati per 200 posti passeggeri e aggiungere altri quattro aerei entro l'estate del 2020. A novembre 2020, la compagnia aveva ricevuto un permesso di atterraggio solo per tre aeroporti: l'aeroporto di Londra Stansted, l'aeroporto di Gatwick e Dublino.
Nell'aprile 2021, è stato annunciato che Play aveva completato un round di collocamento privato pre-IPO con una dimensione totale della transazione di sei miliardi di corone islandesi (47 milioni di dollari ) in nuove azioni gestite da Arctica Finance. Tra gli investitori partecipanti figuravano la società di investimento islandese Stodir e due fondi pensione islandesi. È stato inoltre confermato che Birgir Jónsson sostituirà Arnar Már Magnússon come amministratore delegato. Nel maggio 2021, la compagnia aerea ha annunciato la registrazione del suo COA, nonché l'acquisizione del suo primo aereo, un Airbus A321neo. Subito dopo, la compagnia aerea ha iniziato la vendita dei biglietti per i suoi primi voli, le cui operazioni sono state avviate con il suo volo inaugurale dall'Aeroporto Internazionale di Keflavík all'aeroporto di Londra Stansted il 24 giugno 2021. Dopo il volo inaugurale, Play ha lanciato un'offerta pubblica iniziale (IPO), cercando di raccogliere almeno 3,9-4,3 miliardi di corone islandesi (da 32 a 35 milioni di dollari), dopo di che le sue azioni sarebbero state negoziate sul Nasdaq First North Growth Market Islanda. L'IPO si è conclusa il 25 giugno 2021 con una sottoscrizione in eccesso di otto volte nell'offerta, con sottoscrizioni totali ricevute per 33,8 miliardi di corone islandesi (274 milioni di dollari).
Nell'agosto 2021, Play ha presentato domanda al Dipartimento dei trasporti degli Stati Uniti per l'operatività di voli tra Keflavík e la costa orientale degli Stati Uniti a partire dall'estate del 2022. La sua richiesta è stata successivamente approvata e il 16 dicembre 2021 la compagnia aerea ha annunciato la sua primi servizi per gli Stati Uniti con voli per Baltimora e Boston, che verranno lanciati rispettivamente ad aprile e maggio 2022. Nel gennaio 2023, Play ha annunciato che avrebbe lanciato la sua prima destinazione in Canada, con voli tra Keflavík e l'aeroporto internazionale John C. Munro di Hamilton in Ontario, con lancio nel giugno 2023.

## Destinazioni
Al marzo 2024, Play vola verso 34 destinazioni in Europa e 5 in Nord America.

## Flotta

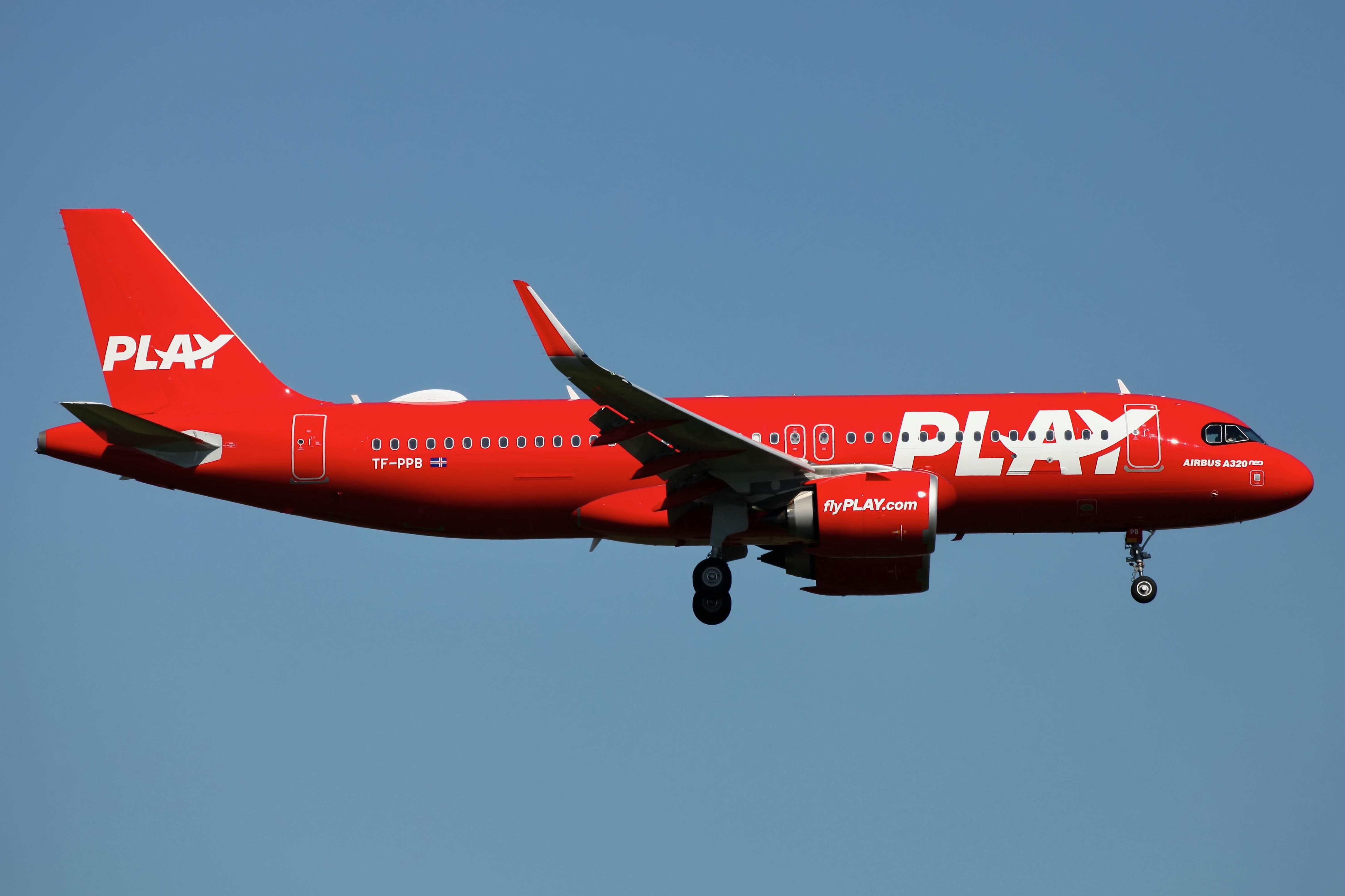
Un Airbus A320neo.

A marzo 2024 la flotta di Play è composta dai seguenti aerei: